# Ekkehard II
Ekkehard II (ur. ok. 985, zm. 24 stycznia 1046) – margrabia Miśni od 1038 do śmierci, zastąpił w tej funkcji swojego starszego brata Hermana I. Wcześniej, od roku 1034, pełnił urząd margrabiego Łużyc. Syn Ekkeharda I. Ożeniony z Utą von Ballenstedt, był bezdzietny. Był ostatnim przedstawicielem rodu Ekkehardynów. Zmarł podczas epidemii, która objęła znaczny obszar Saksonii.
Ekkehard był zaangażowany politycznie w walkę przeciwko schrystianizowanym państwom słowiańskim, Polsce i Czechom, wspierając Konrada II i Henryka III. Walczył z księciem Brzetysławem I z dynastii Przemyślidów, który wraz z Piotrem Orseolo najechał na Bawarię. Ekkehard brał udział w dwóch kampaniach Henryka III przeciwko księciu czeskiemu; druga z nich w 1041 okazała się skuteczna.
Ze względu na to, że linia Ekkehardynów wymierała, margrabia zapisał swój majątek i tytuł Henrykowi, który po śmierci Ekkeharda nadał tytuł margrabiego Miśni Wilhelmowi, księciu Orlamünde. W polityce wewnętrznej był bliskim doradcą cesarza Henryka III. Umacniając wschodnie rubieże Cesarstwa, założył Naumburg (Saale). Wraz z bratem Hermanem wznieśli zamek i kolegiatę (późniejszą katedrę), a ponadto popierali dążenie cesarza do utworzenia w Naumburgu biskupstwa, które przeniesiono z Zeitz.
Ekkehard II został przedstawiony jako jedna z cyklu figur dobrodziejów Naumburg (Saale), zdobiących zachodni chór tamtejszej katedry. Wraz z żoną Utą zajmuje naczelne miejsce w świątyni, na wysokości ołtarza. Ukazany został jako osoba w sile wieku, nieco otyła, lecz energiczna; przedstawienie sugeruje zdecydowany, a nawet despotyczny charakter Ekkeharda. Anonimowy rzeźbiarz znany jako Mistrz Naumburski zobrazował ówczesny autorytet margrabiego i jego rolę w walce przeciwko wschodnim sąsiadom. Książę trzyma tarczę lekko z boku, ostentacyjnie pokazując owinięty pasem tkaniny miecz na znak, iż jest nie tylko rycerzem, lecz także ma władzę ustanawiania i wykonywania prawa. Dzieło zostało wykonane około 1240.